# Carlos Retegui
Carlos José Retegui (San Fernando, 19 dicembre 1969) è un ex hockeista su prato e allenatore di hockey su prato argentino.

## Biografia
Soprannominato Chapa (letteralmente "lamiera", in riferimento alla sua fronte molto alta), è stato sposato con María de la Paz Grandoli, a sua volta hockeista su prato, di origini italiane grazie al proprio nonno, emigrato da Canicattì, comune della provincia di Agrigento, e al nonno, originario di Genova, con ascendenze franco-spagnole. Dal matrimonio sono nati due figli: Micaela Retegui (1996), che pratica il medesimo sport dei genitori, e Mateo Retegui (1999), calciatore professionista militante nel campionato italiano e nella Nazionale italiana grazie alle origini familiari materne.

## Carriera
Da giocatore ha militato per il Club San Fernando, con il quale è diventato campione metropolitano nel 2006, e per l'Universitario, il Náutico e la selezione del Mar del Plata, oltre che a un'esperienza in Sardegna nell'Hockey Club Suelli. È stato membro della nazionale argentina dal 1989 al 2006 e con essa ha partecipato a tre edizioni dei Giochi olimpici estivi (Atlanta 1996, Sydney 2000 e Atene 2004).
Inizia subito la carriera da allenatore nel 2008 e per un anno ha allenato la nazionale albiceleste maschile. Nel 2009 è succeduto a Gabriel Minadeo alla guida dell'analoga selezione femminile e l'anno successivo vince l'oro ai mondiali casalinghi a Rosario, oltre a tre edizioni (2009, 2010 e 2012) dell'Hockey Champions Trophy, inframezzate da un argento nel 2011 e da un argento ai XVI Giochi panamericani. Tornato all'inizio del 2013 anche alla guida della squadra maschile dopo le dimissioni di Emanuel Roggero, si è preso cura di entrambe le squadre fino ai Mondiali del 2014 e in questa manifestazione vince la medaglia di bronzo in entrambi i tornei.
Passato esclusivamente alla maschile, con essa ottiene il suo principale successo, ovvero la medaglia d'oro alle Olimpiadi estive del 2016 a Rio de Janeiro. Successivamente guida Los Leones all'argento alla Hockey World League, che si aggiungono ai successi precedenti: il bronzo all'Hockey Champions Trophy nel 2008, all'oro ai Giochi Panamericani del 2015 e alla Pan American Cup nelle edizioni 2013 e 2017.
A inizio 2018 si è dimesso da commissario tecnico della nazionale maggiore, ma alla fine è tornato come capo allenatore per le Olimpiadi giovanili del 2018. Nel 2019 è tornato ad essere l'allenatore della nazionale femminile, ruolo mantenuto fino al 2021.

## Palmarès

### Giocatore
- Giochi panamericani

L'Avana 1991: oro.
Santo Domingo 1995: oro.
Río de Janeiro 1999: argento.
Guadalajara 2003: oro.

### Allenatore
- Giochi olimpici

Londra 2012: argento.
Rio de Janeiro 2016: oro.
- Campionato mondiale

Rosario 2010: oro.
L'Aia 2014: bronzo.
- Champions Trophy

Sydney 2009: oro.
Nottingham 2010: oro.
Amstelveen 2011: argento.
Rosario 2012: oro.
Mendoza 2014: oro.
- Giochi panamericani

Guadalajara 2011: argento.
Lima 2019: oro.
- Coppa panamericana

Hamilton 2009: oro.
Mendoza 2013: oro.